# Hartmut Stegemann
Hartmut Stegemann (18 de diciembre de 1933, Gummersbach - 22 de agosto de 2005, Marburg/Lahn) fue un teólogo alemán con interés en el Nuevo Testamento y especializado en la investigación de los Manuscritos del Mar Muerto. Fue responsable del desarrollo de métodos estándar para la reconstrucción de pergaminos.

## Vida
Stegemann comenzó a trabajar con los rollos en 1957 en el Centro de Investigación de Qumrán en Heidelberg (más tarde se convirtió en director del Centro). En 1963 se le otorgó un Ph.D. en Estudios semíticos y estudios religiosos de la Universidad de Heidelberg. Este fue también el año en que terminó su reconstrucción del rollo de los Himnos de Acción de Gracias. Stegemann obtuvo su doctorado en teología en Bonn en 1971. De 1971 a 1979 ocupó el cargo de profesor en Philipps-Universität en Marburg, después de lo cual asumió el cargo de Hans Conzelmann, Georg-August, en la Universidad de Gotinga, donde enseñó hasta a finales del verano de 2005, cuando se jubiló. En su cumpleaños 65, se le presentó un memorial: Antikes Judentum und Frühes Christentum.
Cuando Stegemann murió, estaba trabajando en una nueva publicación del Rollo de los Himnos de Acción de Gracias, basada en su reconstrucción de 1963 con un nuevo comentario y notas. Eileen Schuller terminó el trabajo que se convirtió en Discoveries in the Judaean Desert (Descubrimientos en el desierto de Judea) Vol. 40.

## Publicaciones de Stegemann
Entre ellas se incluye:
- The Library of Qumran: On the Essenes, Qumran, John the Baptist, and Jesus (Grand Rapids: Eerdmans, 1998) ISBN 0-8028-6167-9
- Qumran Cave 1.III: 1QHodayota: With Incorporation of 4QHodayota-f and 1QHodayotb, Discoveries in the Judaean Desert, vol. XL, editor con Eileen Schuller y Carol Newsom (Oxford: OUP, junio de 2008) ISBN 0-19-955005-0
- "How to Connect Dead Sea Scroll Fragments" en Understanding the Dead Sea Scrolls, Shanks, Hershel, editor (New York: Vintage Books, 1992) 245-255.

Publicaciones independientes:
- Rekonstruktion der Hodajot. Ursprüngliche Gestalt und kritisch bearbeiteter Text der Hymnenrolle aus Höhle I von Qumran, Diss. phil. Heidelberg 1963.
- Die Entstehung der Qumrangemeinde, Diss. theol. Bonn 1965 (Neudruck 1971)
- Kyrios o Theos und Kyrios Jesus. Aufkommen und Ausbreitung des religiösen Gebrauchs von Kyrios und seine Verwendung im NT, Habilitationsschrift Bonn 1969
- Die Essener, Qumran, Johannes der Täufer und Jesus. Ein Sachbuch, Freiburg (u. a.) (Herder) 9. Auflage 1999. (auch engl., span., ital.)

Ensayos:
- Der lehrende Jesus. Der sog. biblische Christus und die geschichtliche Botschaft Jesu von der Gottesherrschaft, in: NZSTh 24 (1982), S. 3–20.
- How to connect the Dead Sea Scrolls, in: H. Shanks (Hrsg.): Understanding the Dead Sea Scrolls, New York 1992, S. 245–255; 309f.